# A型流感病毒H3N2亞型
A型流感病毒H3N2亞型是一種可以引起流行性感冒（流感）的病毒亞型。H3N2可以感染鳥類及哺乳類動物，在鳥類、人類和豬身上的該病毒已經變異出許多毒株。在最近的幾年，該病毒亞型已經成為導致入院者增多的主要原因。

## 分類
H3N2是A型流感病毒的一種病毒亞型，並且是造成人類流感疫情的重要原因。該病毒的命名來源於其表面兩種蛋白質的形式。其中的一種稱為血凝素（HA），另一種稱為神經氨酸酶（NA），H3N2可以通過遺傳重組亞型交換內部蛋白質的基因。

## 季節性H3N2流感
季節性流感每年在美國可導致約三萬六千宗死亡個案。通過對H1N1、H3N2、H1N2以及B型流感突變體在下一季的擴散可研製出流感疫苗。南半球和北半球會為它們當地的年度流行單獨準備研製疫苗，而在熱帶地區的流感則一般沒有明確的季節性。在過去的十年中，相較H1N1、H1N2和B型流感，H3N2在流感患病原因中一直佔據主導地位。H3N2對標準抗病毒藥物金剛烷胺和金剛乙胺的抗藥性則逐漸從1994年的1%上漲到2003年的12%，再到2005年的91%。
季節性H3N2流感是一種由H3N2亞型病毒導致的人類流感，該季節性流感從東亞以及東南亞的混合流行病中流出並導致全球性的感染，並在最後被遏制。確定病毒來源地可以使全球的衛生官員更準確地預測哪些病毒最有可能在未來的一年導致大範圍的感染。世界衛生組織的全球流感監測網路對2002年至2007年在六個大洲採集的一萬三千個A型H3N2流感病毒樣本進行了分析，結果顯示東亞和東南亞國家新出現的H3N2的時間一般比其他地區早6到9個月。根據該團隊的報導，病毒株會傳播到澳大利亞和紐西蘭，其次是北美和歐洲，而在又一個6到9月之後才會到達南美洲。

## 豬流感

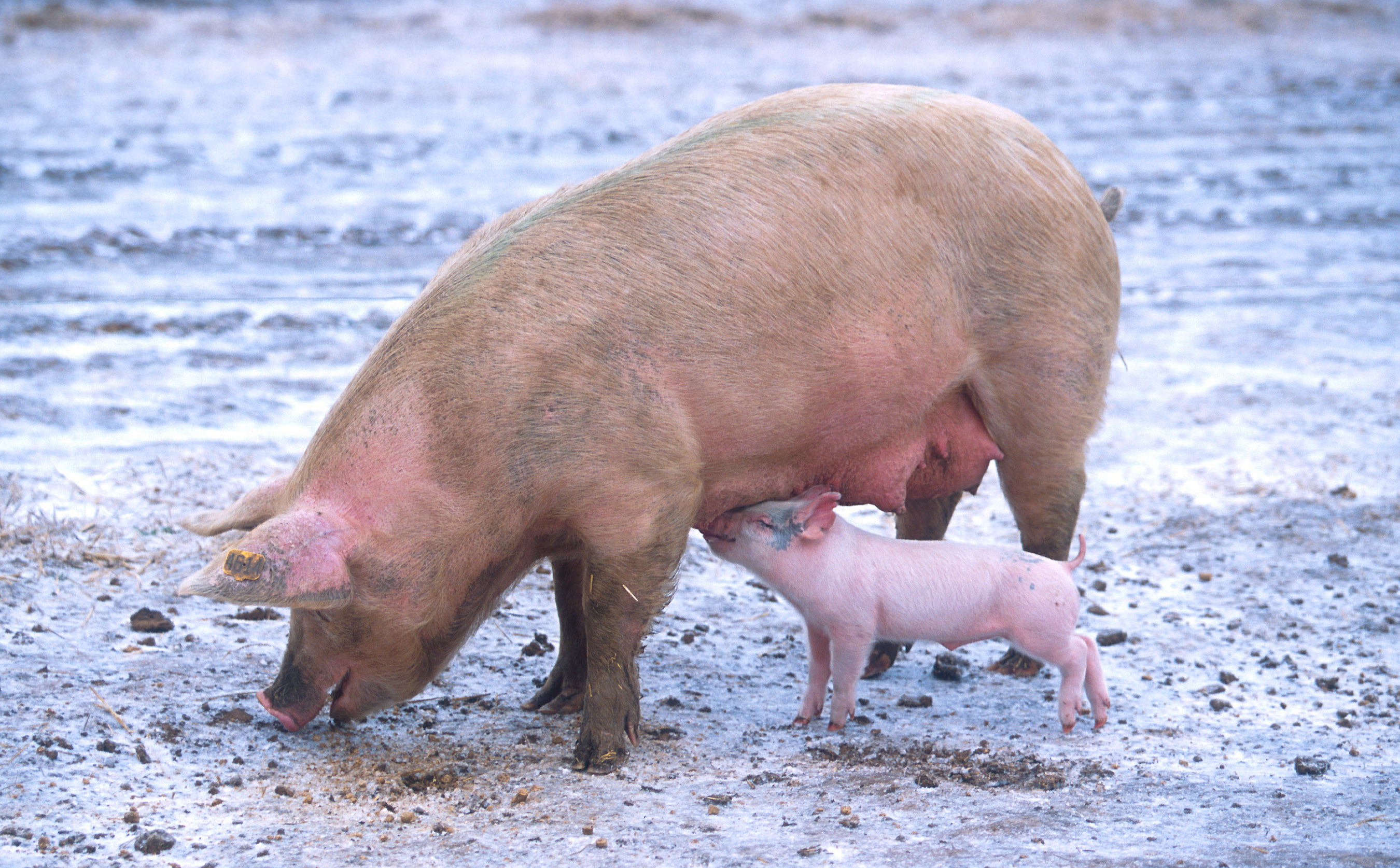
豬可以攜帶適合人類的流感病毒和適合鳥類的其他病毒，從而使這些病毒交換基因並造成大流行毒株

2007年的一項報導指出：「在豬身上的三種A型流感病毒（H1N1、H3N2和H1N2）正在世界範圍內傳播。在美國，典型的H1N1亞型在豬群中十分流行，而自1998年8月下旬以來H3N2開始從豬身上分離出來。大多數H3N2病毒分離物都是三重分離物，其一般含有來自人類（HA、NA和PB1）、豬群（NS、NP和M）以及鳥類（PB2和PA）譜系的基因。在美國，目前針對養豬場中豬流感病毒（SIV）控制和預防的當前疫苗接種政策通常包括使用可以在市場購得的幾種二價SIV疫苗之一。在近期檢查的97種H3N2分離物中只有41種與三種市售SIV疫苗的抗血清交叉反應強烈。由於流感疫苗的保護能力主要取決於疫苗病毒與流行病毒之間的匹配程度，因此，非反應性H3N2 SIV變異的出現表明了目前的市售疫苗可能無法有效保護豬群不受大多數H3N2病毒的感染。」
H3N2禽流感病毒在中國豬群中流行並在越南的豬身上被檢測出來，這對新變異株的產生器到了促進作用。這種病毒可以與H5N1病毒組合（即通過基因重配交換同源基因組亞單位），傳遞基因並變異為一種在人類之間容易傳播的形式。H3N2是由H2N2抗原轉移而來，並且在1968年和1969年造成了香港流感的大爆發並導致了多達75萬人的死亡。H3N2是造成2006年1月人類年度流感的主要毒株。至2015年，人體中H3N2中標準抗病毒藥物金剛烷胺和金剛乙胺的抗藥性已經增加到了91%。2004年8月，中國研究人員在豬身上發現了H5N1病毒。

## 流感傳播季度

### 香港流感（1968－1969）

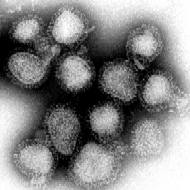
引起香港流感的流感病毒（放大約100,000倍）

香港流感是由從H2N2抗原轉移並由來自多個亞型基因重排形成的新H3N2病毒株引起的二級流感大流行，1968年和1969年的這次大流行在世界範圍上造成了估計約100萬人的死亡。大流行感染了約50萬香港居民，佔在地人口的15%，但死亡率並不高。而在美國則造成了約33,800人死亡。
H2N2和H3N2大流行性流感毒株都含有禽流感病毒的基因，新的亞型出現在與禽流感和人類病毒聯合感染的豬身上，並很快轉移到人類身上。豬被認為是流感的原始中間宿主，因為牠們能夠使不同的中間亞型同時存在並由此發生遺傳重排。不過不單是豬，一些其他的宿主也能夠進行類似的聯合感染（例如諸多家禽類動物），禽流感病毒直接傳染給人類並不無可能，H1N1也有可能從鳥類直接傳染給人類。
香港流感毒株與1957年的亞洲流感（H2N2）共用相同的內部基因和神經氨酸酶。與大多數大流行相比，這種感染對積累的神經氨酸酶抗體或內部蛋白質可能導致的後遺症或死亡人數要少得多。然而，關於該類型流感內部交叉免疫內容的了解卻相對稀少。
香港流感是已知的最早爆發的H3N2病毒株，而H3類型感染的血清學證據則在19世紀後期已經存在。1968年7月13日，香港首次出現疫情紀錄，隨後感染人群密度達到了每英畝約500人的密度。疫情在兩周內達到了最大強度並持續了六周。病毒在瑪麗醫院隔離，流感症狀則持續了四到五天。
到了1968年7月，越南和新加坡也報導有大範圍的疫情。1968年9月，該病毒開始傳播到了印度、菲律賓、澳大利亞北部和歐洲。同月，病毒由從越南戰爭中返回的軍隊帶到了美國加利福尼亞州，到了1969年，病毒感染已波及日本、非洲和南美洲。
對從人類身上分離出的三株香港流感病毒與從小牛分離出的三株在小牛身上引起疾病的能力進行對比，發現人類身上的毒株之一，A/Aichi/2/68可以持續在小牛體內5天持續檢測道存在，但三個人體毒株均未引起疾病跡象，而對應的A/cal/Duschanbe/55/71則可以持續在7天內檢測存在，並在小牛中引起流感樣疾病。

### 福建流感（2003－2005）

流感病毒命名圖

福建流感是指由H3N2亞型福建人類流感毒株或A型H5N1亞型福建禽流感病毒引起的流行性感冒。該類毒株的命名A/Fujian原由來自中國福建省的名稱拼音。
A型福建H3N2人類流感病毒（名稱來源於流感病毒A/Fujian/411/2002 (H3N2)樣毒株）造成了十分嚴重的2003－2004流感爆發季。該新型病毒來源於在2002－2003流感季導致產生血凝素基因的小分支的遺傳重排現象，而產生的這個基因隨後成為了優勢毒株的部分。之後A型福建H3N2病毒抗原成為了2004－2005年美國流感季三價疫苗的一部分。

### 2004－2005流感季
2004－2005年美國三價疫苗包括：
- A/New Caledonia/20/99 (H1N1)樣病毒
- A/Fujian/411/2002 (H3N2)樣病毒
- B/Shanghai/361/2002樣病毒

### 2005－2006流感季
2005－2006季度生產的疫苗內容有：
- A/New Caledonia/20/99 (H1N1)樣病毒
- A/Wisconsin/67/2005 (H3N2)樣病毒（或者抗原等效的A/New York/55/2004）
- B/Jiangsu/10/2003樣病毒

### 2006－2007流感季
世界衛生組織在2006年2月15日和美國FDA疫苗及相關生物製品諮詢委員會在2006年2月17日建議2006－2007年流感疫苗組合使用成分有：
- A/New Caledonia/20/99 (H1N1)樣病毒
- A/Wisconsin/67/2005 (H3N2)樣病毒（A/Wisconsin/67/2005及A/Hiroshima/52/2005毒株）
- 來源於B/Victoria/2/87譜系的B/Malaysia/2506/2004和B/Ohio/1/2005的B/Malaysia/2506/2004樣病毒

### 2007－2008流感季
世界衛生組織於2007年2月14日建議的2007－2008年北半球流感季使用的流感病毒疫苗組成為：
- A/Solomon Islands/3/2006 (H1N1)樣病毒
- A/Wisconsin/67/2005 (H3N2)樣病毒（在當時使用A/Wisconsin/67/2005 (H3N2)和A/Hiroshima/52/2005）
- B/Malaysia/2506/2004樣病毒

A型H3N2已成為美國主要的流感亞型，過去25年的紀錄顯示，以H3N2為主的流感季防疫表現往往比H1N1或B型為主的季度更差。在2007－2008流感季，許多與疫苗毒株不同的H3N2病毒使人患病，這與疫苗可能對病毒株不能很好地覆蓋有關。有關報導指出：「美國疾病控制與預防中心（CDC）在本季度分析了250種病毒以確定它們與疫苗的匹配程度。在65個H3N2隔離物當中，有53個（佔比81%）屬於由疫苗中的A/Wisconsin/67/2005變異而來的稱作A/Brisbane/10/2007的毒株。」

### 2008－2009流感季
世界衛生組織於2008年2月14日建議的北半球流感季節使用病毒疫苗組成為：
- A/Brisbane/59/2007 (H1N1)樣病毒
- A/Brisbane/10/2007 (H3N2)樣病毒
- B/Florida/4/2006樣病毒（在當時使用B/Florida/4/2006和B/Brisbane/3/2007）

截止2009年5月30日，「CDC自2008年10月1日以來共通過美國實驗室收集了1,567種季節性人類流感病毒（包括947種A型H1流感、162種A型H3流感和458種B型流感病毒），以及84種新型A型H1N1流感病毒。所有的947種季節性A型H1流感病毒都與2008－2009流感疫苗的A型H1N1流感病毒成分（A/Brisbane/59/2007）有關。所有162種A型H3N2流感病毒都與A型H3N2疫苗成分（A/Brisbane/10/2007）相關。所有84種新型A型H1N1流感病毒都與設界衛生組織選擇的A型H1N1流感參考病毒有關。目前傳播的B型流感病毒可分為兩個不同的譜系：以B/Yamagata/16/88和B/Victoria/02/87為代表的61種經檢測的B型;感病毒屬於B/Yamagata系，與疫苗病毒株（B/Florida/04/2006）有關，而其他397種病毒屬於B/Victoria系，與疫苗株無關。

### 2009－2010流感季
2009－2010生產的疫苗使用了：
- A/Brisbane/59/2007 (H1N1)樣病毒
- A/Brisbane/10/2007 (H3N2)樣病毒
- B/Brisbane/60/2008樣抗原

對於大流行性H1N1流感又單獨提供使用了A/California/7/2009樣大流行性H1N1株。

### 2010－2011流感季
2010－2011生產的疫苗使用了：
- A/California/7/2009 (大流行性H1N1)
- A/Perth/16/2009 (H3N2)樣病毒
- B/Brisbane/60/2008樣抗原

### 2011－2012流感季
2011－2013生產的疫苗使用了：
- A/California/7/2009 (H1N1)樣病毒
- A/Victoria/210/2009 (H3N2)（A/Perth/16/2009樣株）樣病毒
- B/Brisbane/60/2008樣病毒

### 2012－2013流感季
2012－2013北半球季度生產疫苗使用了：
- A/California/7/2009 (H1N1)樣病毒
- A/Victoria/361/2011 (H3N2)樣病毒
- 取代了B/Wisconsin/1/2010樣病毒的B/Massachusetts/2/2012樣病毒[26]

到此該季度為止，大多數（91%）CDC分析的流感病毒與2012－2013年流感疫苗中涵蓋的病毒類似。
根據CDC2013年1月當時最新的FluView報告，美國流感活動持續增多，當時美國大部分地區人群都患有流感樣疾病（Influenze-like-illness，ILI）。ILI的報告水平已經接近種度嚴重季度的峰擲水平，CDC繼續建議在適當的時候進行流感疫苗的接種和抗病毒藥物的治療。
2013年1月9日，波士頓政府宣布H3N2流感疫情進入公共衛生緊急狀態。
本季度可能可以表明嚴重程度的一個因素是流感病毒的主要傳播類型是A型H3N2流感病毒，該病毒佔總報告病毒的76%，而通常來說，H3N2感染的季度形勢往往更加嚴峻，住院率和死亡率也都相對較高。

### 2013－2014流感季

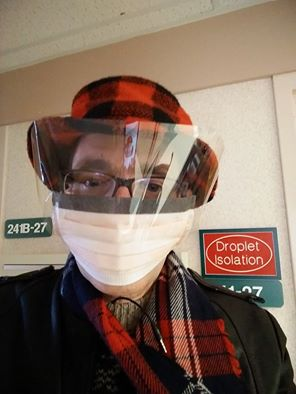
一位男人在帶他八十多歲的父親回家戴上了外科口罩

### 2014－2015流感季
2014－2015北半球季度生產疫苗使用了：
- A/California/7/2009 (H1N1)樣病毒
- A/Texas/50/2012 (H3N2)樣病毒
- B/Massachusetts/2/2012樣病毒

四價疫苗則包括B/Brisbane/60/2008樣病毒。CDC宣布由2013－2014A型H3N2病毒株的漂移變異可以預測到2014－2015流感季可能會出現嚴重的流感疫情。

### 2015－2016流感季
2015－2016北半球季度生產疫苗使用了：
- A/California/7/2009 (H1N1)pdm09樣病毒
- A/Switzerland/9715293/2013 (H3N2)樣病毒
- B/Phuket/3073/2013樣病毒（一種B/Yamagata譜系病毒）

2016年分發的「分裂病毒」疫苗含有以下滅活病毒株：
- A/California/7/2009 (H1N1)pdm09樣株（A/California/7/2009，NYMC X-179A）
- A/Hong Kong/4801/2014 (H3N2)樣株（A/Hong Kong/4801/2014，NYMC X-263B）
- B/Brisbane/60/2008樣株（B/Brisbane/60/2008，野生型）

### 2016－2017流感季
該季度疫苗包括有：
- A/California/7/2009 (H1N1)pdm09樣病毒
- A/Hong Kong/4801/2014 (H3N2)樣病毒
- B/Brisbane/60/2008樣病毒（B/Victoria譜系）

四價疫苗補充有：
- B/Phuket/3073/2013樣病毒

### 2017－2018流感季
該季度疫苗包括有：
- A/Michigan/45/2015 (H1N1)pdm09樣病毒
- A/Hong Kong/4801/2014 (H3N2)樣病毒
- B/Brisbane/60/2008樣病毒（B/Victoria譜系）

四價疫苗補充有：
- B/Phuket/3073/2013樣病毒（B/Yamagata譜系）

## 拓展閱讀
Graphic（页面存档备份，存于）——展示了由流感基因組測序計劃完全測序的207個分離株中的H3N2突變。
Influenza A (H3N2) Outbreak, Nepal（页面存档备份，存于）
Hot topic – Fujian-like strain A influenza
New Scientist: Bird Flu（页面存档备份，存于）

## 外部連結
- Influenza Research Database（流感搜索數據庫）——流感序列和相關信息的數據庫